# Heinz Oettel
Heinz Oettel (* 23. Februar 1903 in Ronneburg, Herzogtum Sachsen-Altenburg; † 13. Juli 1980) war ein deutscher Pharmakologe und Hochschullehrer.

## Leben und Wirken
Nach dem Schulbesuch studierte er Medizin an der Universität Jena und wurde Mitglied der Burschenschaft Arminia auf dem Burgkeller. 1932 promovierte er an der Universität Heidelberg zum Dr. med.  Zum 1. Mai 1933 trat er der NSDAP bei (Mitgliedsnummer 3.474.508), einen Monat später der SA.
1936 wurde Oettel Universitätsdozent in Berlin, wo er bei einem Dokumentarfilm über die Wirkung von Cardiazol im Tierversuch auch Regie führte. 1939 erfolgte seine Ernennung zum außerplanmäßigen Professor, nachdem er 1936 zum ordentlichen Professor am Lehrstuhl für Pharmakologie der Tongji-Universität in Shanghai ernannt worden war. In Shanghai leitete er auch den Musikzug der SA. 1941 übernahm er dort die Leitung der neugegründeten Deutschen Medizinischen Akademie, die bis 1946 bestand. Bei der Rückkehr nach Deutschland verlor der regimetreue Nationalsozialist seine Professur. 1949 wurde er stattdessen Leiter des Gewerbehygienisch-Pharmakologischen Instituts der Badische Anilin- und Sodafabrik (BASF) in Ludwigshafen. 1968 ging er in Rente und beriet in dieser Zeit die RBSG und die Hans-Walz-Stiftung.
1966 besaß er eine Gastprofessur an der Universität Mainz. Er war spezialisiert auf Toxikologie im Arbeitsschutz und gab die erste Maximale Arbeitsplatz-Konzentration-Liste der Bundesrepublik Deutschland heraus. Oettel regte an, einen Ausschuss zur Überprüfung und Entwicklung von Grenzwerten für den Arbeitsschutz zu gründen. Diese wurde dann 1954 bei der Deutschen Gesellschaft für Arbeitsschutz gegründet. Er übernahm auch die Führung des Gremiums. Im Folgejahr wurde diese Aufgabe bei der DFG angesiedelt.

## Schriften (Auswahl)
- Über Alkaloidbestimmung im Mutterkorn. Vogel, Leipzig 1930, OCLC 73010970.
- Zersetzung und Konservierung des Mutterkorn-Fluidextraktes D.A.B. VI. Vogel, Leipzig 1931, OCLC 634570866.
- Arzneiverordnungen. Ratschläge für Studenten und Ärzte. Hrsg.: Deutsche Gesellschaft für Innere Medizin. Hirzel, Leipzig 1937, OCLC 257470733 (mit Wolfgang Heubner, Wilhelm Zinn).
- Gesundheitsgefährdung durch Kunststoffe? mit 9 Textabb. Springer, Berlin 1958, OCLC 613112277.